# Parafia Miłosierdzia Bożego w Otwocku
Parafia Miłosierdzia Bożego w Otwocku – parafia rzymskokatolicka należąca do dekanatu Otwock-Kresy, diecezji warszawsko-praskiej, metropolii warszawskiej Kościoła katolickiego. 
Powstała w 1989 z podziału parafii Matki Boskiej Królowej Polski w Otwocku. Kościół parafialny wybudowany w latach 90. XX wieku. Mieści się przy ulicy Ługi. Parafia jest obsługiwana przez księży diecezjalnych.
Parafia obejmuje zasięgiem część Karczewa i część Otwocka.

## Historia
Osada Ługi powstała na początku XX wieku, na rozległych i podmokłych terenach między Karczewem a Otwockiem. W 1932 roku została włączona do miasta Otwock. Prymas Polski, kardynał Józef Glemp, dnia 16 sierpnia, roku Pańskiego 1989, erygował parafię Miłosierdzia Bożego, wydzielając jej terytorium z części parafii M.B. Królowej Polski w Otwocku-Kresach. Starania o utworzenie nowego ośrodka duszpasterskiego podjął w 1986 roku, ks. Włodzimierz Jabłonowski, proboszcz parafii M.B. Królowej Polski i dziekan dekanatu Otwock-Kresy. Dwa lata później ks. bp Kazimierz Romaniuk delegował ks. Jana Andrzejewskiego do organizowania ośrodka duszpasterskiego na osiedlu Ługi.

## Kaplica
Pierwszy punkt katechetyczny na terenie osiedla Ługi powstał w jednym z bloków mieszkalnych na ulicy Berlinga 2. 20 września 1988 roku, rozpoczęło w nim katechizację 381 dzieci i młodzieży. W październiku tego samego roku, ks. Prymas wyraził zgodę na odprawianie tam mszy św. w niedziele, a od listopada również w dni powszednie. I tak punkt katechetyczny zamienił się w pierwszą kaplicę pw. bł. Honorata Koźmińskiego. Ołtarz do tymczasowej kaplicy podarowały ss. Elżbietanki z Otwocka, a tabernakulum parafia z warszawskich Pyr. W listopadzie rozpoczęła się również budowa tymczasowej kaplicy na terenie gdzie dzisiaj stoi kościół. Znaczną część materiałów budowlanych ofiarowała parafia macierzysta M.B. Królowej Polski w Otwocku-Kresy, której proboszczem był ks. Włodzimierz Jabłonowski. Kaplicę tę poświęcił, 21 grudnia 1988 roku, ks. bp Stanisław Kędziora. Jak podaje kronika parafialna na szczególną wdzięczność przy jej budowie zasługują p. Strzeżek, p. St. Karczemny, p. Wł. Gajownik, p. Zb. Celiński, p. A. Czerwińska, p. Grzegrzółka, p. Wiącek. W sumie kronika wymienia 47 nazwisk parafian zaangażowanych w budowę I kaplicy. Jednak nie cieszono się długo nowym miejscem sprawowania Eucharystii. Kaplica została spalona, przez nieznanych sprawców w nocy z 26. na 27 grudnia tego samego roku. Wcześniej skradli oni dwa piękne żyrandole. Z pożaru ocalał tylko mosiężny krzyż. To tragiczne doświadczenie zamieniło się jednak w dobro. Można było doświadczyć prawdy słów św. Pawła z Listu do Rzymian: „Gdzie wzmógł się grzech, tam jeszcze obficiej rozlała się łaska Boga.” Parafianie z wielkim zapałem przystąpili do odbudowy, wiele osób w tym celu brało urlopy. Dzięki tej hojności już w niedzielę 1 stycznia 1989 w częściowo zbudowanej kaplicy zostały odprawione trzy msze św. i nabożeństwa przebłagalne za akt bezmyślnego wandalizmu. Budowę zakończono 12 stycznia, a trzy dni później została poświęcona przez ks. bpa Mariana Dusia. Parafianie sami postanowili pilnować w nocy nowo zbudowanej kaplicy. Wiele materiałów i tym razem ofiarował ks. Dziekan. Wyposażenie nowej kaplicy natomiast w znacznej części zostało podarowane przez ss. Benedyktynki z Otwocka. Kaplica ta okazała się wkrótce za mała i trzeba było przenieść dużą kaplicę z parafii Wniebowstąpienia Pańskiego w Warszawie. W lutym 1989 rozpoczęły się prace przygotowawcze do wybudowania części mieszkalnej dla księdza (do tej pory mieszkał w wynajmowanym mieszkaniu na osiedlu) i III kaplicy, która miała służyć, aż do ukończenia budowy kościoła. Prace przy budowie kaplicy i części mieszkalnej zakończyły się pod koniec lipca, a dn. 29 lipca 1989 zostały poświęcone przez ks. bpa Kazimierza Romaniuka. Jednak życie parafii nie ograniczało się do samych tylko spraw budowlanych. W październiku tego roku powstała mała biblioteka parafialna. Prowadzono normalną katechizację dzieci i młodzieży, przygotowanie do sakramentów świętych (komunii św. i bierzmowania), organizowano pielgrzymki (Rzym – 1990 i 1992, Lourdes – 1991) i wyjazdy wakacyjne dla dzieci i młodzieży (Bawaria – 1991), zawiązują się pierwsze Kółka Różańcowe.

## Powstanie parafii i budowa kościoła
Dekretem z 16 sierpnia 1989 roku, prymas Polski kard. Józef Glemp erygował w dotychczasowym ośrodku duszpasterskim parafię pod wezwaniem Miłosierdzia Bożego. W kwietniu 1990 roku rozpoczęto prace przy budowie domu parafialnego, a w maju przy fundamentach kościoła. 13 listopada 1990 roku ks. bp Kazimierz Romaniuk poświęcił plac pod budowę kościoła i fundamenty pod plebanię i kościół W roku 1991 ukończono stan zerowy kościoła (fundamenty, piwnice i mury do wysokości posadzki) oraz stan surowy plebanii bez dachu, który położono w styczniu i lutym następnego roku. Wielkim dniem w historii parafii był 7 czerwca 1992, kiedy to ordynariusz nowo powstałej diecezji warszawsko-praskiej, ks. bp Kazimierz Romaniuk wmurował kamień węgielny, poświęcony przez papieża Jana Pawła II. Zimą tego roku oddano do użytku plebanię, choć jeszcze bez centralnego ogrzewania. W listopadzie 1993 roku zaczęto odprawiać msze św. w nowo oddanej kaplicy św. s. Faustyny. W latach 1994 – 1995 kontynuowano prace budowlane (wylano boczne nawy, przygotowano szalunki pod strop w nawie głównej). I-szą mszę św., w kościele jeszcze bez dachu, odprawiono w maju 1994 roku. Była to uroczystość I komunii św. W 1995 roku Wielkanoc świętowano już w zadaszonej świątyni, choć bez okien, a w listopadzie tego roku została ona poświęcona. Rok później wzbogaciła dzwonnicę o trzy dzwony: św. Jana – 500 kg, św. Kazimierza – 350 kg i św. s. Faustyny – 250 kg. Wśród fundatorów dzwonów kronika parafialna wymienia 218 nazwisk. Dnia 6 września 1997 roku dotychczasowy proboszcz i pierwszy budowniczy kościoła, ks. Jan Andrzejewski zostaje proboszczem parafii św. Trójcy w Kobyłce. Obowiązki po nim przejmuje ks. Wojciech Lemański, który w latach 1997 – 2006 kontynuuje prace wykończeniowe przy kościele i domu parafialnym. W tym czasie wykonano prezbiterium z marmurowym ołtarzem i chrzcielnicą, dwa boczne ołtarze z mozaikami: Najśw. Sakramentu i Matki Bożej oraz witraże. Konsekracja kościoła odbyła się w roku Wielkiego Jubileuszu chrześcijaństwa – 15 października 2000 roku. Uroczystości tej przewodniczył ks. bp. ordynariusz Kazimierz Romaniuk.
W czerwcu 2006 roku proboszczem parafii został ks. Leszek Bieńkowski, a w kwietniu 2007  roku został nim ks. Kazimierz Seta, który kontynuował prace swoich poprzedników (zabezpieczenie dachu kościoła i plebanii farbą antykorozyjną oraz wykonanie odpływów wody deszczowej przy kościele i plebanii – 2007, osuszenie i zabezpieczenie fundamentów kościoła – 2008; 2011 - modernizacja ogrzewania kościoła (nowe), oraz wykonanie elewacji świątyni - 2014). 28 września 2014 roku parafia obchodziła uroczysty jubileusz 25-lecia swojego powstania.
Obecnie proboszczem parafii pw. Miłosierdzia Bożego w Otwocku-Ługach jest ks. Dariusz Bala, który otrzymał nominację z rąk abpa Henryka Hosera SAC w czerwcu 2015 roku.